# Yoon Se-ah
Dans ce nom coréen, le nom de famille, Yoon, précède le nom personnel.
Yoon Se-ah (coréen : 윤세아) née le 2 janvier 1978 à Daegu, est une actrice sud-coréenne.
Le 9 février 2023, elle fait un don de 10 millions won pour aider aux tremblements de terre de 2023 en Turquie et Syrie.
Le 18 août 2012, elle est associée avec Julien Kang (en) pour une émission de téléréalité intitulée We Got Married.

## Filmographie

### Cinéma
- 2005 : Hyeolui nu : Kang So-yeon
- 2012 : Doomsday Book : mère de Min-seo
- 2017 : Bluebeard : Jo Soo-jung
- 2020 : Honest Candidate : Kim Joon-young

### Télévision
- 2005 : Lovers in Prague : Kang Hye-joo
- 2012 : A Gentleman's Dignity : Hong Se-ra
- 2013 : Gu Family Book : Yoon Seo-hwa
- 2017 : Stranger : Lee Yeon-jae
- 2018 : Sky Castle : No Seung-hye
- 2019 : Melting Me Softly : Na Ha-yeong
- 2020 : Sweet Home : Seon-hwa
- 2021 : Snowdrop : Pi Seung-hee